# Henryk Chmiel (fotograf)
Henryk Chmiel (ur. w Cieszynie) – polski artysta fotograf, uhonorowany tytułem Artiste FIAP (AFIAP). Członek rzeczywisty i Artysta Fotoklubu Rzeczypospolitej Polskiej Stowarzyszenia Twórców (AFRP). Członek rzeczywisty Cieszyńskiego Towarzystwa Fotograficznego. Członek założyciel międzynarodowej grupy fotograficznej Silesian Photo Art Group.

## Życiorys
Henryk Chmiel związany z cieszyńskim środowiskiem fotograficznym, fotografuje od czasów szkoły podstawowej – wówczas uczestniczył a pracach szkolnego kółka fotograficznego. Miejsce szczególne w jego twórczości zajmuje fotografia dokumentalna, krajobrazowa, fotografia kreacyjna, fotografia portretowa, fotografia przyrodnicza. Jest członkiem rzeczywistym Cieszyńskiego Towarzystwa Fotograficznego, w 2015 był współzałożycielem międzynarodowej grupy fotograficznej Silesian Photo Art Group (grupy fotografów wywodzących się ze Śląska).
Henryk Chmiel jest autorem i współautorem wielu wystaw fotograficznych w Polsce i za granicą; indywidualnych i zbiorowych, poplenerowych oraz pokonkursowych. Bierze aktywny udział w Międzynarodowych Salonach Fotograficznych, organizowanych (między innymi) pod patronatem FIAP, zdobywając wiele akceptacji, medali, nagród, wyróżnień, dyplomów, listów gratulacyjnych.
W 2015 roku został przyjęty w poczet członków rzeczywistych Fotoklubu Rzeczypospolitej Polskiej Stowarzyszenia Twórców (legitymacja nr 390). Pokłosiem udziału w Międzynarodowych Salonach Fotograficznych (pod patronatem FIAP) było przyznanie Henrykowi Chmielowi (w 2017 roku) tytułu honorowego Artiste FIAP (AFIAP) – przez Międzynarodową Federację Sztuki Fotograficznej FIAP, obecnie z siedzibą w Luksemburgu.